# XQuery
XQuery är ett frågespråk som stöder sökning och extraktion av allt från korta textmeddelanden och webbtjänstmeddelanden, till sökning i terabytestora databaser. XQuery fungerar som ett enhetligt gränssnitt för åtkomst av XML-data, motsvarande den roll SQL har för relationsdatabaser.